# Рочевница
Рочевница (словен. Ročevnica) је насељено место у општини Тржич, Горењска регија, Словенија.

## Историја
До територијалне реорганизације у Словенији била је у саставу старе општине Тржич.

## Становништво
У попису становништва из 2011. године, Рочевница је имала 529 становника.
| Број становника према пописима | Број становника према пописима | Број становника према пописима |
| ------------------------------ | ------------------------------ | ------------------------------ |
| 1991                           | 2002                           | 2011                           |
| 398                            | 557                            | 529                            |

Напомена: Године 1979. настала издвајањем дела из насеља Бистрица при Тржичу.